# Ильинский, Игорь Александрович
И́горь Алекса́ндрович Ильи́нский (22 апреля 1925, Москва — 24 мая 1989, Москва) — советский художник, график.
Заслуженный художник РСФСР, член Союза советских художников. За сорок лет творческой работы проиллюстрировал более 140 книг.

## Биография

### Происхождение
Отец — Ильинский Александр Николаевич (2 мая 1888, город Шуя, Владимирской губернии — 27 апреля 1955, Москва). В 1912 г. окончил юридический факультет московского университета и с этого времени работал юрисконсультом. С 1926 года вёл педагогическую работу.
Мать — Ильинская Лидия Михайловна (20 февраля 1885, Москва — 26 сентября 1961, Москва). Большая часть трудового стажа приходится на объединения внешней торговли (Союзтекстиль, Госторг — хлебная контора, Химимпорт, Экспортлес).
В 1939 Игорь Ильинский попадает в первый набор только что организовавшейся Московской средней художественной школы.
В 1944 году он окончил школу и в том же году был принят на художественный факультет Всесоюзного государственного института кинематографии и готовился быть художником-декоратором. Занятия во ВГИКе у известных художников Ф. С. Богородского, Ю. И. Пименова, режиссёра С. Юткевича с 1945 по 1951 г. способствовали развитию многих природных его склонностей.

### Профессиональная деятельность
В 1947 году Ильинский был приглашён ассистентом художника на кинокартину «Молодая гвардия», которую снимал С. А. Герасимов на студии имени Горького. Его дипломная работа — эскизы декораций и раскадровка к сценарию по «Рассказам о Дзержинском» Ю. Германа — получила высокую оценку. Ещё до окончания института Ильинский начал работать в издательстве «Детская литература» как художник-иллюстратор. Он получил заказ на иллюстрирование ряда произведений Майн Рида в шеститомном собрании сочинений. Его иллюстрации к «Всаднику без головы», «Квартеронке» не раз экспонировались на московских, всесоюзных выставках и поставили его в первые ряды иллюстраторов детской книги. Успех сопутствовал и рисункам к произведениям Ф. Купера («Последний из Могикан», «Прерия» и другие работы).
В 1952 году И. А. Ильинский принят в члены Союза советских художников.
За время работы в издательстве «Детская литература» он проиллюстрировал немало произведений крупнейших советских писателей А. П. Гайдара, Б. Н. Полевого, Л. А. Кассиля, М. П. Прилежаевой, С. В. Михалкова, З. И. Воскресенской и многих других. Достижением Ильинского стали его иллюстрации и оформление к книгам на темы истории античного мира. Самые известные — три повести Л. Ф. Воронковой «Сын Зевса», «В глуби веков» и «Герой Саламина», а также к книге «Война с Ганнибалом», построенной на трудах римского историка Тита Ливия. К числу лучших работ Ильинского на историческую тему принадлежат иллюстрации к роману Майн Рида и Фенимора Купера (сделанные для подписных изданий). Работая над этими иллюстрациями, И. А. Ильинскому приходилось изучать множество научных трудов. Рисунки его выполнены штрихом в сочетании со свето-теневыми аккордами. С начала 1980-х художник трудился над «Робинзоном Крузо» Д. Дефо, который вышел в «Детской литературе» 1986 году. Ильинскому близки были романтические и приключенческие романы Ф. Купера, Р. Стивенсона, Д. Дефо, А. Дюма. В последние месяцы своей жизни он трудился над «Тремя мушкетерами» А. Дюма для западно-германского издательства Шрайбера (незаконченная работа).
Ильинский был членом редколлегии журнала «Детская литература» с 1966 года — с самого начала выпуска журнала, член художественного совета издательства «Детская литература». В 1969 году Ильинский был принят в члены Ассоциации деятелей литературы и искусства для детей Союза Советских Обществ Дружбы и культурной связи с иностранными коллегами, По линии ССОДа выезжал за пределы СССР в составе советских делегаций. В 1974 году пленум правления СХ РСФСР утвердил Ильинского председателем комиссии художественно-эстетического воспитания детей и юношества правления СХ РСФСР (в состав комиссии он входил с 1961 года) и на этом посту он проработал четыре года. А в 1978 году правление СХ СССР утвердило И. А. Ильинского заместителем председателя эстетической комиссии СХ СССР.

## Семья
- Жена Елена Владимировна (23.05.1926 - 27.04.2009).
- Дочь Ирина (23.10.1946 - 21.10.1978).
- Сын Александр (06.05.1960 - 22.11.2014).

## Награды и звания
- 1957 — Почётная грамота Министерства просвещения РСФСР — за создание книг для детей.
- 1966 — Почетная грамота Президиума Верховного Совета РСФСР — за плодотворную творческую работу в области художественного оформления и иллюстрирования Советской детской книги.
- 1965 — Медаль и диплом — за участие в 1-й Всероссийской выставке детской книги и книжной графики и вклад в развитие Советской детской книги.
- 1971 — Диплом Комитета по печати при Совете Министров РСФСР, Союза писателей РСФСР и Союза художников РСФСР — за участие во 2-й Всероссийской выставке.
- Диплом 1-й степени на Всероссийском конкурсе искусства книги и Диплом 2-й степени на Всесоюзном конкурсе изданий лучших по художественному оформлению и полиграфическому исполнению — за иллюстрации к книге С. В. Михалкова «В музее В. И. Ленина».
- 1976 — Диплом 1-й степени на Всероссийском конкурсе книги — за иллюстрации и оформление книги С. В. Михалкова « О Ленине».
- 1980 — Звание Заслуженного художника РСФСР — за заслуги в области советского изобразительного искусства Президиума Верховного Совета РСФСР (Указ от 22 февраля).

## Творчество

### Работы о Ленине
Серьёзным и значительным этапом творчества Ильинского являются работы к книгам о В. И. Ленине.
Начало работы над этой темой — иллюстрации к «Рассказам о Ленине» А. Т. Кононова. Позже художник дважды возвращался к этой работе, дополняя темы и переделывая отдельные рисунки.
Затем следует роман С. А. Дангулова «Тропа». Рисунки к книге, сделанные в контрастной черно-белой манере — в духе плакатов того времени.
Для детей Ильинским была сделана книга С. В. Михалкова «О Ленине». Сделанные в цвете, рисунки воссоздают галерею ленинских портретов, начиная от его раннего детства до последних дней в Горках.
Следует отметить и фронтисписный рисунок, портрет Ленина в цвете к книге З. И. Воскресенской «Слово о великом законе» (1977 г.).
Последняя большая работа художника на ленинскую тему, насчитывающая более 30 рисунков к книге З. И. Воскресенской «Сквозь ледяную мглу» (1982 г.).
Работая над образом Ленина, Ильинский с 1967 года создает серию станковых графических листов «В. И. Ленин в годы эмиграции». Четыре из них находятся в Центральном музее В. И. Ленина в Москве, два — в Ульяновской галерее. Три листа были показаны на 5-й Республиканской выставке (в Манеже), а позже на 2-й Республиканской выставке «Художники России — детям».
В 1979 году художником выполнены три станковых листа «Ленин в Польше» и портрет «Громада замыслов» (В. И. Ленин в Шушенском) — они были приобретены Министерством культуры РСФСР и постоянно экспонировались на передвижных выставках как в СССР, так и за его пределами.
Ряд работ передан художником в дар Шушенской народной галерее.
Всего в издательстве «Детская литература» Ильинский выполнил иллюстрации к 26 книгам о Ленине.

### Выставки
Начиная с 1942 года И. А. Ильинский — участник многих выставок как Республиканских, так и Всесоюзных, где была показана его книжная и станковая графика. И. А. Ильинский участвовал в общей сложности в 38 выставках.
Ниже перечень некоторых его выставок:
1. Выставка «Советской детской книги» в Париже, 1956 г.
2. 1 и 2 Всесоюзные выставки «Книга, графика, плакат», 1956 и 1957 гг.
3. Выставка «Детской книги» в Токио, 1961 г.
4. 1 и 2 Всероссийские выставки детской книги и книжной графики, 1965 и 1971 гг.
5. Юбилейная выставка к «50-летию Октября», 1967 г.
6. Юбилейная выставка к «100-летию со дня рождения В. И. Ленина», 1970 г.
7. Международная выставка книги, 1970 г.
8. Советские художники детской книги (к международному симпозиуму в залах СХ СССР), 1972 г.
9. Юбилейная выставка к «60-летию Октября», 1977 г.
10. 1-я Всесоюзная выставка «Художники детям», 1962 г.
11. 2-я Республиканская выставка «Художники детям», 1978 г.
12. 1-я Всесоюзная выставка книжной иллюстрации, 1980 г.
13. Выставка «В. И. Ленин в изобразительном искусстве», 1980 г.
14. 2-я Всесоюзная выставка книжной иллюстрации, 1986 г.

Выставки по линии ССОДа:
1. в Австрии — 1960 г.
2. в Болгарии — 1961 г.
3. в ОАР — 1968 г.
4. в Чехословакии — 1972 г.
5. в ГДР — 1976 г.
6. в Париже — 1980 г.

### Издания в мире
Многие книги с иллюстрациями И. А. Ильинского, выпущенные издательством «Детская литература», переиздавались в издательствах страны и мира: в Болгарии, Югославии Чехословакии, Румынии, КНР, Франции, Швейцарии, Швеции и других.

### Список иллюстрированных книг
1. Л. Ф. Воронкова «В глуби веков», «Герой Саламина», «Сын Зевса»
2. Е. П. Мар «Часовые кремля», «В гостях у Ленина», «Флаг на штыке»
3. А. Ф. Кононов «Верное сердце», «Рассказы о Ленине», «На мосту», «Поездка в Кашино»
4. Тит Ливий «Война с Ганнибалом»
5. С. Ф. Антонов «Встреча в Кремле», «Старший», «Подарок»
6. Майн Рид «Дети лесов», «Квартеронка, или приключения на дальнем западе», «Всадник без головы»
7. Лев Кассиль «Друзья-пионеры», «Улица младшего сына»
8. С. С. Виноградская «Искорка»
9. Л. Письменная «Как Петрик на дне моря жил»
10. Е. Парнов «Ларец Марии Медичи»
11. П. Макрушенко «Минька»
12. Р. Л. Стивенсон «Остров сокровищ», «Похищенный», «Катриона»
13. А. Н. Островский «Пьесы»
14. Ф. Купер «Прерия», «Шпион, или Повесть о нейтральной территории»
15. Ю. Яковлев «Высотный змей», «Подарок», «Стихи», «Шёл отряд»
16. Д. Дефо «Робинзон Крузо»
17. З. И. Воскресенская «Сквозь ледяную мглу», «Встреча», «Костры»
18. А. и Б. Стругацкие «Страна багровых туч»
19. Сборник «Как победила революция»
20. В. Осипов «Апрель»
21. А. Я. Брунштейн «В рассветный час», «Дорога уходит в даль»
22. С. Крушинский «В стране друзей»
23. Б. Полевой «Горячий цех», «Человек человеку — друг»
24. М. Эгарт «Два товарища»
25. Ж. Э. Клансье «Детство и юность Катрин Шеррон»
26. А. И. Куприн «Рассказы», «Рассказы»
27. В. Тельпугов «Надпись на книге»
28. З. Фазин «Нам идти дальше»
29. В. Я. Баталов «Нехоженной тропой»
30. Н. В. Богданов «Один из первых», «Самое интересное», «О смелых и умелых»
31. А. П. Григулис «Пограничники, два мальчика и собака Марс»
32. А. Рыбаков «Приключения Кроша», «Бронзовая птица»
33. М. Прилежаева «Семиклассницы», «Юность Маши Строговой», «Повести», «С берегов Медведицы», «Синие кони на красной траве», «Над Волгой», «Три недели покоя»
34. В. Осеева «Синие листья»
35. А. Рутько «Созвездие надежды», «Суд скорый… и жизнью, и смертью», «Повести»
36. В. Мелентьев «Солнце над школой»
37. С. А. Дангулов «Тропа»
38. А. Северный «Подземный дворец», «Три чудесных цвета»
39. В. Г. Короленко «Рассказы»
40. Густав Эмар «Твёрдая Рука», «Гамбусино»
41. Л. Н. Толстой «Поликушка»
42. О. М. Гурьян «Мальчик из Холмогор»
43. А. Барто «Звенигород», «Стихи детям (т. 1, т. 2)»
44. А. П. Гайдар «Судьба барабанщика», «Дым в лесу», «Война и дети», «На графских развалинах», «Четвёртый блиндаж»
45. С. Маршак «Сказки, песни, загадки», «Старше моря, выше леса»
46. С. Михалков «Стихи и сказки», «На родине В. И. Ленина», «Находка», «В музее В. И. Ленина», «О Ленине»
47. А. Кузнецова «Пути-дороги»
48. А. Маневич «Красная улица»
49. И. Логвиненко «Багряные зори»
50. С. П. Алексеев «Красный орел»
51. В. И. Ленин «В шушенском», «В годы эмиграции»
52. Ю. Качаев «В открытом море»